# Apoclea heteroclita
Apoclea heteroclita là một loài ruồi trong họ Asilidae. Apoclea heteroclita được Wulp miêu tả năm 1899. Loài này phân bố ở vùng Cổ Bắc giới và châu Á và nhiệt đới châu Phi.